# Legend of the Sword
Legend of the Sword is een computerspel dat werd ontwikkeld door Silicon Software en uitgegeven door Rainbird Software. Het spel is van het type avonturenspel en werd uitgebracht in 1987.

## Platforms
| Jaar | Platform        |
| ---- | --------------- |
| 1987 | DOS             |
| 1988 | Amiga, Atari ST |

## Ontvangst
| Beoordeeld door                       | Jaar | Platform | Score |
| ------------------------------------- | ---- | -------- | ----- |
| The Games Machine (UK)                | 1988 | Atari ST | 91%   |
| Computer and Video Games (CVG)        | 1988 | Atari ST | 90%   |
| ST/Amiga Format                       | 1988 | Atari ST | 88%   |
| ACE (Advanced Computer Entertainment) | 1988 | Atari ST | 82%   |
| ST Action                             | 1988 | Atari ST | 81%   |
| Tilt                                  | 1989 | DOS      | 65%   |
| Power Play                            | 1988 | Atari ST | 65%   |